# David Von Erich
David Alan Adkisson, meglio noto come David Von Erich (Dallas, 22 luglio 1958 – Tokyo, 10 febbraio 1984), è stato un wrestler statunitense, membro della famiglia Von Erich, storica dinastia del mondo del wrestling.

## Biografia

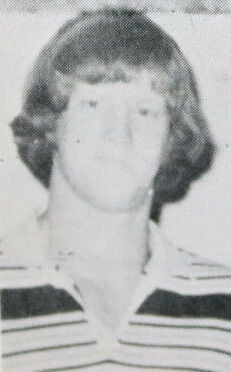
David Von Erich nel 1977

Considerato la stella emergente della sua famiglia, dato che il suo temperamento focoso produceva interviste memorabili, il suo esordio fu il 15 agosto 1977, nel suo primo match contro l'NWA World Heavyweight Champion Harley Race. Fece poi la sua prima apparizione nel Missouri all'inizio del 1979 e fu un successo immediato con i tifosi ed i promotori. Per via della sua popolarità, il 27 maggio 1979, David poté lottare contro Race, il campione NWA, in Missouri in un match senza titolo, sconfiggendolo con l'Iron claw.
Nel novembre 1979, fece la sua prima ed unica apparizione nella World Wrestling Federation, competendo contro Davey O'Hannon al Madison Square Garden. Alla fine del 1981, David lasciò il Texas, dirigendosi verso la Florida e trovandosi nello stesso stable di Kendo Nagasaki e Jimmy Garvin. alcuni degli avversari più memorabili furono Barry Windham, Mr. Wrestling II, Eric Embry, Sweet Brown Sugar e Butch Reed. Nel luglio del 1982, tornò in Texas.

### Faida con Gorgeous Jimmy Garvin
Durante il suo soggiorno in Florida, David incontrò e diventò ottimo amico di Jimmy Garvin, e lo convinse ad entrare nella WCCW. All'inizio del 1983 una faida tra di loro, culminata con la vittoria di David della NWA Texas Heavyweight Championship nella Contea di Tarrant il 4 luglio 1983. Come risultato della vittoria di David, Garvin e la sua valletta Sunshine furono costretti a servire come valette di David per un giorno, con i risultati della giornata trasmessi sullo show settimanale di WCCW. Si scambiarono il titolo del Texas più e più volte, fino al climax della faida il 4 luglio 1983; da quel momento entrambi passarono alla parte successiva della loro carriera (David continuò la faida con i The Fabulous Freebirds e Garvin iniziò una faida con Chris Adams).

### Faida con i Freebirds

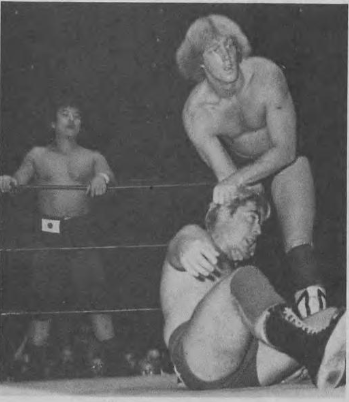
David Von Erich vs. Eric Embry (1981)

Nell'autunno del 1982, David lavorò anche dietro le quinte della WCCW. Invitò i The Fabulous Freebirds ad entrare nella WCCW. Michael Hayes debuttò allo Sportatorium il 16 ottobre 1982 e Terry Gordy debutto allo Sportatorium due settimane dopo, il 30 ottobre, mentre Buddy Roberts non si presentò mai. I Freebirds furono originariamente face in occasione della spettacolare "Wrestling Star Wars" di Natale alla Reunion Arena il 25 dicembre 1982.
Nella finale per coronare i primi Six-Man Champions, David prese il posto di Buddy Roberts nei Freebirds contro Tom Shape, Mike Sharpe e Ben Steel. David vinse il match e il titolo, ma in un'intervista subito dopo l'incontro, David diede la sua parte del titolo a Buddy Roberts. Più tardi quella sera, il fratello di David, Kerry combatté contro il campione del mondo NWA Ric Flair in una Steel Cage Match con Michael Hayes e David Manning come arbitri. Durante il match, Hayes ha mandò ko Flair e tentò di consegnare il titolo mondiale a Von Erich, ma Kerry dopo aver rifiutato la vittoria, cercò di lasciare la gabbia, ma in quel momento Gordy sbatté la porta della gabbia sulla testa di Kerry. Così nacque il feud Von Erich/Freebird.
David partecipò a numerosi match contro i Freebirds nel 1983 e nei primi mesi del 1984. Tra i match degni di nota ci furono David vs Terry Gordy in una Handcuff Match il 1º aprile 1983 a "Wrestling Star Wars", David, Kevin & Kerry sconfissero i Freebirds il 4 luglio, 1983 e contro Terry Gordy il 3 febbraio 1984. Lo stesso giorno, David sconfisse Hayes vincendo il NWA United National Championship, il suo ultimo titolo. Questo titolo è ora parte della All Japan Pro Wrestling e venendo unificato diventò Triple Crown Heavyweight Championship.

### Faida con Ric Flair
David vinse la NWA Missouri Heavyweight Championship contro Ric Flair il 16 settembre 1983, tenendola fino alla sconfitta contro Harley Race il 6 gennaio 1984. Molti all'interno del settore credevano che il regno di David con la cintura sia stato il suo ultimo passo per la vittoria del NWA World Heavyweight Championship. David sconfisse Flair al Reunion Arena il 25 dicembre 1983 e Flair mantenne il titolo. Subito dopo, il 31 dicembre 1983, nella trasmissione televisiva NWA, Ric Flair fece un'intervista in cui commentava come Mike Von Erich non fosse un buon wrestler e avrebbe potuto batterlo in 60 secondi con una mano legata dietro la schiena.
In un'intervista a Fort Worth il 9 gennaio 1984, David disse a Flair che aveva sentito i suoi commenti e che aveva una proposta. Mike avrebbe combattuto Flair in una "10 Minute Challenge Match" e se Flair avesse battuto Mike in quei 10 minuti, David non avrebbe mai più chiesto un altro match per il titolo NWA World, ma se Flair non avesse battuto Mike in quei 10 minuti, David avrebbe potuto decidere il luogo, l'orario e ogni clausola per un nuovo match contro Ric Flair. Quel match tra Ric Flair e Mike Von Erich si svolse al WCCW Wrestling Star Wars presso il Convention Center di Tarrant County il 30 gennaio 1984. Flair non riuscì a schienare Mike in 10 minuti e come risultato, David vinse la sfida. Una settimana dopo, il 6 febbraio 1984 a Fort Worth, in quella che si sarebbe rivelata essere la sua ultima intervista, David Von Erich espresse la sua felicità sull'incontro del fratello e disse che adesso avrebbe deciso ogni singola clausola del suo match di ritorno con Flair. Il big match si sarebbe svolto intorno all'aprile 1984, dopo che David sarebbe tornato in Texas alla fine di febbraio e lui e Flair avrebbero avuto la possibilità di promuovere ulteriormente l'incontro. Il suo ultimo incontro fu contro Kamala che sconfisse per squalifica ad Ardmore, Oklahoma, il 7 febbraio 1984.

## Vita privata
David si sposò con Candy L. McLeod il 26 giugno 1978 e insieme ebbero una figlia, Natosha Zoeanna Adkisson. Si separò dalla moglie, divorziando ufficialmente il 12 luglio 1979.
Si risposò l'8 giugno 1982 con Patricia A. Matter, conosciuta come Tricia. La coppia rimase sposata fino alla morte di David. Patricia fu intervistata per l'edizione di giugno del 1984 della rivista "The Wrestler", che era un omaggio a David. Ha parlato di come ha amato i tifosi e li ha ringraziati per il loro sostegno.

### Morte
David morì durante un tour con la All Japan Pro Wrestling il 10 febbraio 1984, prima che andasse a difendere la cintura del NWA United National Championship che vinse nel Texas sette giorni prima. Molte teorie su ciò che ha causato la sua morte sono state proposte per molti anni a seguire. Una delle molte è la morte per un'overdose di sostanze stupefacenti, mentre Ric Flair sostenne nella sua autobiografia che Bruiser Brody (amico di lungo termine di Von Erich) avesse rimosso le prove. Bill Irwin, disse invece che la sua morte non era affatto legata alla droga, mentre la famiglia affermò che fu causata da una enterite acuta, che è la causa documentata della morte elencata sul rapporto consolare di decesso fornito dall'ambasciata statunitense in Giappone.
Nel documentario Heroes of World Class: The Story of the Von Erichs and The Triumph and Tragedy of World Class Championship Wrestling, Kevin Von Erich e l'ex arbitro David Manning hanno entrambi attestato a una teoria di attacco cardiaco e hanno sostenuto che l'autopsia supportava questa tesi. Manning e Kevin hanno inoltre sostenuto che David lamentò un dolore allo stomaco prima del suo match in Giappone. David era stato portato al pronto soccorso all'ospedale di Spohn a Corpus Christi, meno di due settimane prima del suo viaggio in Giappone, lamentandosi di vertigini e sintomi simil-influenzali e fu messo sotto antibiotici. È stato sepolto al Grove Hill Memorial Park di Dallas.
Il 6 maggio 1984 il fratello Kerry sconfisse Flair per vincere l'NWA World Heavyweight Championship all'evento 1st Von Erich Memorial Parade of Champions svoltosi al Texas Stadium, un chiaro tributo al fratello che aveva in programma la vittoria di quel titolo. Prima di salire sul ring Kerry indossava una giacca blu, che aveva la scritta "In Memory of David" sul retro, mai più indossata dopo aver perso il titolo. Flair, infatti, riconquistò la cintura NWA da Kerry soltanto 18 giorni dopo durante un show della All Japan Pro Wrestling a Yokosuka, il 24 maggio 1984.

## Personaggio

### Mosse finali
- Running high knee
- Iron claw
- Sleeper hold

### Soprannomi
- "The Yellow Rose of Texas"
- "The Iron Nail"

## Titoli e riconoscimenti
- All Japan Pro Wrestling
  - All Asia Tag Team Championship (1) – con Kevin Von Erich[7]
- Championship Wrestling from Florida
  - NWA Florida Television Championship (1)[8]
  - NWA North American Tag Team Championship (Florida version) (1) – con Dory Funk Jr.[9]
  - NWA Southern Heavyweight Championship (Florida version) (1)[10]
- NWA Big volta Wrestling / World Class Championship Wrestling
  - NWA American Tag Team Championship (1) – con Kevin Von Erich[11]
  - NWA Texas Heavyweight Championship (8)[12]
  - NWA Texas Tag Team Championship (2) – con Kevin Von Erich[13]
  - NWA United National Championship (1)[14]
  - NWA World Six-Man Tag Team Championship (Texas version) (2) – con Kevin Von Erich e Kerry Von Erich[15]
  - NWA World Tag Team Championship (Texas version) (1) – con Kevin Von Erich[16]
- NWA Western States Sports
  - NWA Western States Tag Team Championship (1) - con Kevin Von Erich
- Pro Wrestling Illustrated
  - Stanley Weston Award (1984)
  - 58º nella lista dei migliori 500 wrestler singoli nei "PWI Years" del 2003[17]
  - 23º nella lista dei 100 migliori tag team nei "PWI Years" con Mike, Kevin & Kerry Von Erich, nel 2003[17]
- St. Louis Wrestling Club
  - NWA Missouri Heavyweight Championship (1)[18]
- World Wrestling Entertainment
  - WWE Hall of Fame (Classe del 2009)